# Euphyia maxima
Euphyia maxima är en fjärilsart som beskrevs av Druce 1899. Euphyia maxima ingår i släktet Euphyia och familjen mätare. Inga underarter finns listade i Catalogue of Life.